# Moder Teresa
Moder Teresa (født Agnes Gonxha Bojaxhiu 26. august 1910 i Skopje, død 5. september 1997 i Kolkata) var en verdenskendt katolsk nonne, især kendt for sit arbejde blandt fattige i Kolkata (tidligere Calcutta) i Indien, hvor hun ligger begravet.
Moder Teresa var født i Skopje i det daværende Osmanniske imperium (i dag Nordmakedonien) af etniske albanske forældre; faderen var fra Shkodër (i dag i Albanien), mens moderen var fra Đakovica i Kongeriget Serbien (Kosovo). Agnes Gonxha blev uddannet som lærer. Hun rejste i 1928 til Dublin, hvor hun var tilknyttet klostret hos Loreto-ordenen. I 1929 blev hun sendt til Indien, hvor hun først arbejdede i Darjeeling og siden i Kolkata. Hun stiftede ordenen Missionaries of Charity, som gennemførte projekter over hele verden, også bag Jerntæppet i Sovjetunionen og i lande som Haiti, hvor diktatur normalt forhindrede vestligt eller udenlandsk hjælpearbejde.
Hun var en kontroversiel person, både mens hun levede og efter sin død. Hun blev beundret for sit velgørenhedsarbejde men kritiseret på grund af sin modstand mod abort og prævention, men også fordi de hospices hun drev tilbød meget ringe forhold for patienterne.

## Udmærkelser
Moder Teresa modtog Nobels fredspris i 1979.
I 2003 saligkåredes hun af pave Johannes Paul II. Kirkens historiske tradition for at udnævne en advocatus diaboli - en djævelens advokat - var på dette tidspunkt blevet afskaffet af paven, men som en del af processen adspurgte komitéen stadig to af moder Teresas kritikere, forfatterne Christopher Hitchens og Aroup Charterjee; Hitchens udtrykte efterfølgende kritik af processen, idet han ikke oplevede reel interesse for kritikernes indvendinger fra komitéens side. Trods skarp kritik af moder Teresa fra Hitchens, Charterjee og andre fandt komitéen således ingen hindringer (nihil obstat) for at lade moder Teresa saligkåre.
4. september 2016 blev hun helgenkåret af Pave Frans.